# Omloop Het Volk 1952
L'Omloop Het Volk 1952 va ser la vuitena edició de l'Omloop Het Volk. La cursa es va disputar el 9 de març de 1952 amb inici i final a Gant. El vencedor fou Ernest Sterckx.

## Classificació general
| Posició | Ciclista              | Temps      |
| ------- | --------------------- | ---------- |
| 1       | Ernest Sterckx (BEL)  | 6h 01' 42" |
| 2       | Raymond Impanis (BEL) | + 0"       |
| 3       | André Declerck (BEL)  | + 0"       |
| 4       | Gerard Buyl (BEL)     | + 0"       |
| 5       | Wout Wagtmans (NED)   | + 0"       |
| 6       | Jan Storms (BEL)      | + 0"       |
| 7       | Pino Cerami (BEL)     | + 0"       |
| 8       | Valère Ollivier (BEL) | + 1' 55"   |
| 9       | Lode Anthonis (BEL)   | + 1' 55"   |
| 10      | Karel De Baere (BEL)  | + 1' 55"   |